# Markus Babbel
Markus Fings Babbel (Munique, 8 de Setembro de 1972) é um treinador e ex-futebolista alemão.

## Carreira
Babbel iniciou a carreira em 1991, no Bayern München, disputando apenas doze partidas com a camisa do clube bávaro em sua temporada de estreia. Atuou também no Hamburgo SV durante duas temporadas. Foi no Hamburgo que ele marcou seu primeiro gol. Entretanto, sua imaturidade era determinante para que ele não alcançasse sua primeira convocação para a Seleção Alemã de Futebol. Em 1994, Markus retorna ao Bayern.

### Primeira convocação
Em 1995, Babbel recebia a notícia de que seria convocado pela primeira vez para a Nationaleif. Sua primeira participação em torneios foi a Eurocopa 1996, sendo o titular na defesa. A Alemanha foi campeã após bater a República Tcheca na prorrogação. Foi o único título de Babbel com a camisa branca da Nationaleif. Ele jogaria ainda a Copa do Mundo de 1998, mas acabaria amargando a reserva, e a Eurocopa 2000, sem muito alarde. Este foi seu último torneio defendendo a Alemanha, e Markus, chateado com a reserva, deixou a equipe.

### Descenso
Babbel, após o fracasso na Euro 2000, foi contratado pelo Liverpool. Ele ficaria no time da terra dos Beatles até 2003, chegando a ser empresatado ao Blackburn Rovers após três temporadas defendendo o Liverpool, sendo que, ao chegar neste time, ele estava recuperado da Síndrome de Guillain-Barré, uma doença que afeta o sistema nervoso periférico da pessoa.

### Volta à Alemanha
Mesmo tendo feito uma boa temporada com o Blackburn, Babbel decidiu voltar para à Alemanha, e assinou contrato com o Stuttgart, clube que defendeu até o fim da sua carreira, em 2007. Babbel conquistou em sua última temporada como profissional seu quarto título nacional, apesar de ter disputado apenas duas partidas durante a campanha.

## Carreira de treinador
Após abandonar a carreira dentro do campo, Markus partia para uma nova missão: ser treinador. Seu primeiro clube foi justamente o Stuttgart, que havia demitido o treinador anterior, Armin Veh, e que estava na zona de rebaixamento. Babbel foi chamado para "apagar o incêndio" no time, e a atitude dos dirigentes em manter o ex-zagueiro no comando técnico (após a demissão de Veh, Babbel trabalhava como interino) deu resultados: da zona de rebaixamento, os Die Roten pularam para a terceira posição, ganhando direito de disputar a Liga Europa da UEFA. Após uma série de oito jogos sem vitória e doze pontos em quinze partidas na Fußball-Bundesliga 2009/2010 foi substituído pelo treinador suíço Christian Gross, em dezembro de 2009.
Tendo ficado durante quase seis meses sem assinar com nenhum clube desde sua saída do Stuttgart, recebeu uma proposta para comandar o Hertha Berlin, na segunda divisão. Babbel chegou para substitur Friedhelm Funkel, que não teve o contrato renovado após o rebaixamento. O contrato tem duração de uma temporada, e caso conquiste o acesso à primeira divisão, será renovado automaticamente.
. em janeiro de 2012, foi anunciado como novo comandante do Hoffenheim.

## Títulos
Bayern Munique
- Copa da UEFA: 1996
- Campeonato Alemão: 1997, 1999, 2000
- Copa da Alemanha: 1998, 2000
- Copa da Liga Alemã: 1997, 1998, 1999

Liverpool
- Copa da UEFA: 2001
- Copa da Liga Inglesa: 2001
- Copa da Inglaterra: 2001
- Supercopa da Inglaterra: 2001
- Supercopa Europeia: 2001

Stuttgart
- Campeonato Alemão: 2007

Alemanha
- Eurocopa: 1996